# Nebrioporus croceus
Nebrioporus croceus là một loài bọ cánh cứng trong họ Bọ nước. Loài này được Angus, Fresneda & Fery miêu tả khoa học năm 1992.